# Брайон, Александр Владимирович
Алекса́ндр Влади́мирович Бра́йон (укр. Олександр Володимирович Брайон; 11 декабря 1936, г. Чуднов Житомирской области, УССР, СССР — 10 мая 2003, Киев, Украина) — советский и украинский учёный, биолог и эколог, кандидат биологических наук (1968), профессор (1992). Награждён премией им. Тараса Шевченко КНУ им. Тараса Шевченко (1997), премией им. М. Г. Холодного НАН Украины (1999).

## Биография
Родился 11 декабря 1936 года в г. Чуднов Житомирской области УССР. В 1959 году окончил биологический факультет Киевского национального университета им. Тараса Шевченко. Работал в Ботаническом саду им. академика Фомина младшим научным сотрудником.
В 1961—1967 годах — сотрудник лаборатории фотосинтеза. С 1967 года — ассистент кафедры физиологии растений Киевского национального университета им. Тараса Шевченко.
В 1968 защищает кандидатскую диссертацию по теме «Флуоресцентно-микроскопическое исследование некоторых физиологических свойств тканей и клеток многолетних растений».
С 1973 года — доцент кафедры физиологии растений Киевского национального университета им. Тараса Шевченко, с 1990 года — профессор этой же кафедры. Выполнял обязанности заместителя заведующего кафедрой физиологии и экологии растений.

## Признание и награды
- 1997 (по другим данным, 1998[5]) — лауреат премии им. Тараса Шевченко Киевского национального университета им. Тараса Шевченко
- 1999 — лауреат премии им. М. Г. Холодного НАН Украины.

## Научная деятельность
Преподавал нормативные курсы: «Анатомия растений», «Физиология растений», ряд спецкурсов. Член Учёного совета факультета, учёный секретарь специализированного совета Киевского национального университета им. Тараса Шевченко по защите диссертаций по специальности «Физиология растений» и «Экология», эксперт ГКНТ, член методической комиссии МОН Украины.
Автор 276 научных трудов. Среди них:
- Флуоресцентна мікроскопія рослинних тканин і клітин. 1973;
- Анатомія рослин. К., 1981, 1992;
- Фізіологія рослин. Практикум. К.,1995;
- Морфологія рослин з основами анатомії та цитоембріології. К.,1998;
- Фізіологія рослин для допитливих. Стежина в зелений світ. К., 2003;
- Биосфера, экология, охрана природы: Справоч. пособ. 1987 (співавт.);
- Екологія, охорона природи: Словник-довідник. К.,2002;
- Словарь-справочник по экологии. 1995 (співавт.).